# 알람브라

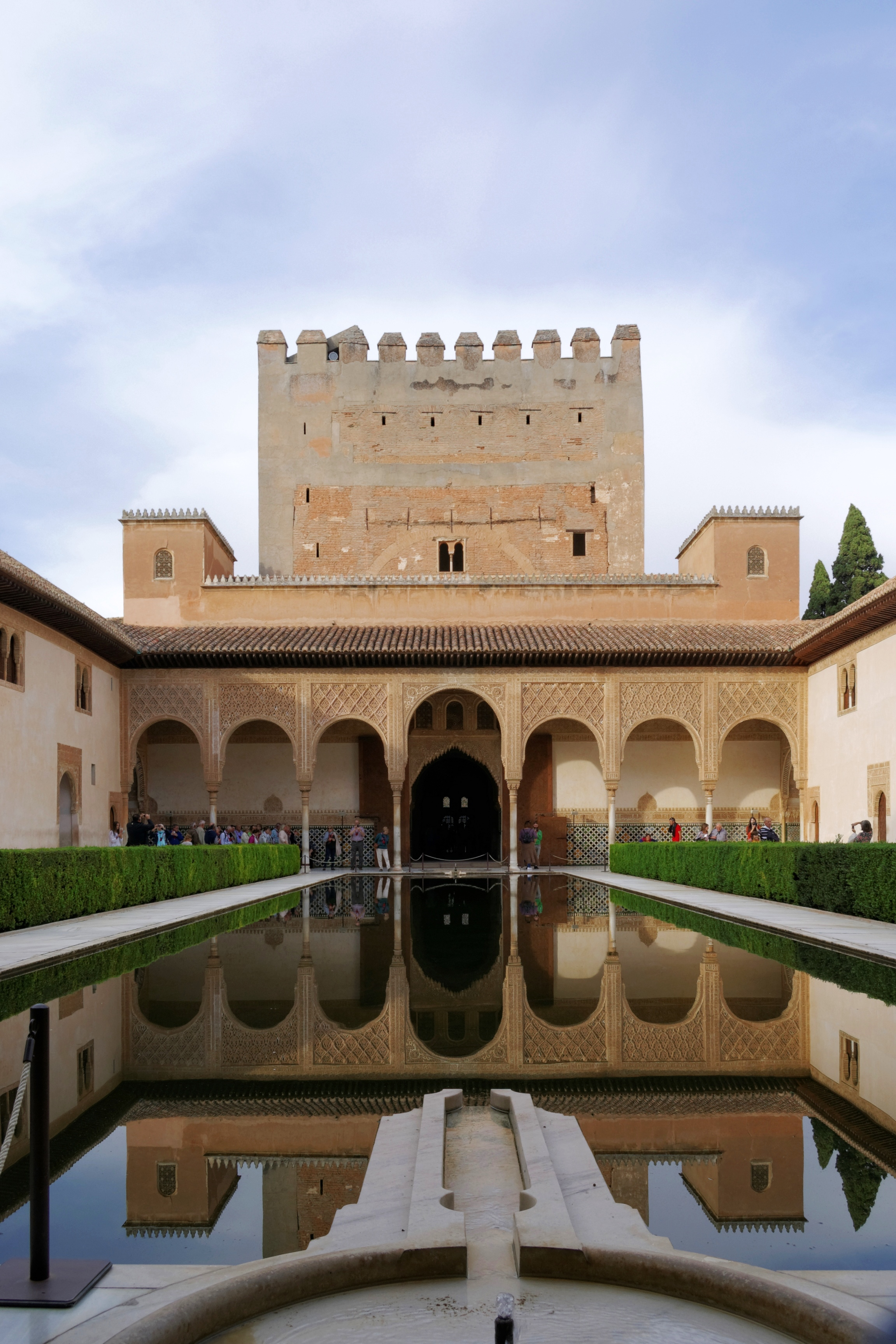
알람브라

알람브라(스페인어: Alhambra, 아랍어: الْحَمْرَاء 알함라[*], 스페인어 발음: [aˈlambɾa])는 스페인 그라나다에 있는 궁전과 성곽의 복합단지로 1238년부터 1358년 사이에 지어졌다. 스페인 남부의 그라나다도 지역에서 머물던 아랍 군주의 저택이었던 곳으로 아랍어로 ‘붉은 것’이라는 뜻을 의미하는 여성명사구 الْحَمْرَاء(al-ḥamrāʼ, 알함라)에서 이름이 유래했다. 르네상스식 건물이 카를로스 1세 때 추가되었고 현재 이슬람 건축 박물관으로 쓰이고 있다. 1984년 세계유산으로 지정되었으며 대한민국에서는 'Alhambra'의 영어식 발음 앨햄브라(영어 발음: /ælˈhæmbrə/)에서 파생된 알함브라로도 알려져 있다.

## 개관

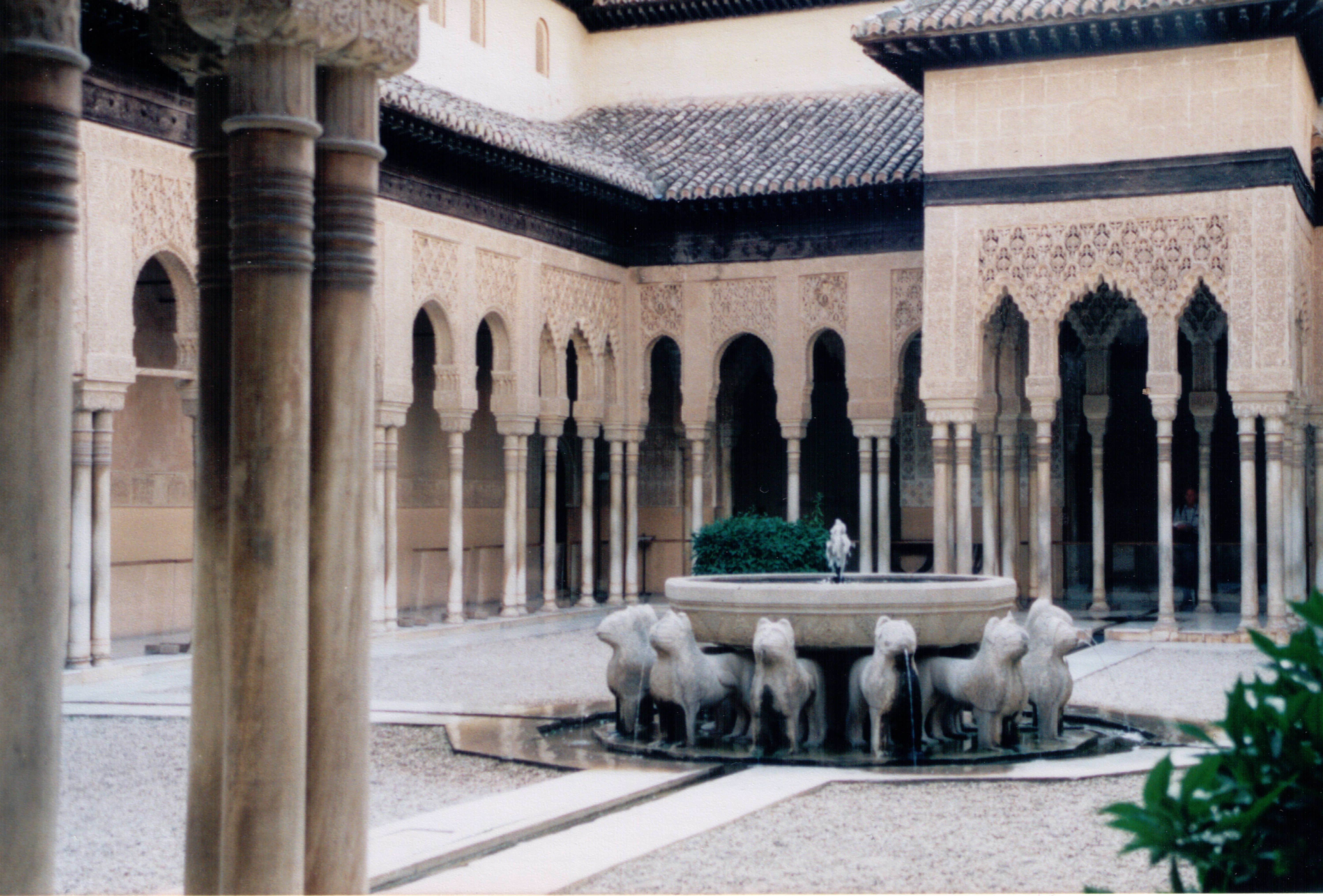
알람브라 궁전의 내부.

전체 궁전은 해발 740m의 고원에 위치하는데 너비는 205m에 달한다. 서북서, 동남동의 방향으로 건물이 뻗어 있으며 전체 면적은 142,000 m²이다. 견고하게 쌓아진 벽이 있으며 주위에는 13개의 타워가 있다. 다로 강이 흘러가며 깊은 골짜기를 이루며 그라나다 지역을 양분한다. 아사비카 계곡이 있으며 주위에는 알람브라 공원이 남서 지역에 자리하고 있다.

## 예술
무어인과 스페인의 미술을 결합한 형태의 모습이 전체적으로 나타난다. 당시 아랍 계열 인종의 거주가 막바지에 치달을 무렵이었으므로 알람브라 궁전은 안달루시아 지방 미술의 절정기 하반부를 장식한다. 이슬람 왕국의 직접적인 영향권 밖에 있었으므로 예술가의 창작 배경이 더욱 자극될 수 있었던 점도 알람브라 궁전 내의 독특하면서도 왕궁의 위엄을 드높인 한 요소가 되었다. 우아한 기둥은 하늘을 향해 솟아 있으며 종유석이 솟아 있는 듯이 외부가 이뤄져있어 공기 중에 떠 있는 듯한 느낌이 가미된다. 웅장한 아랍 문화의 유적이 새겨져 있으며 수많은 왕이 이곳을 거쳤다. 1492년 기독교 세력이 재정복하면서 정복자들이 궁전을 개조하기 시작하였다. 흰 빛깔의 도료로 바뀐 것도 이때 이뤄진 일로서 도금과 회화 작업도 이 시기에 추가되었고 기존의 가구는 개보수되거나 혹은 없어졌다. 카를로스 1세(1516-1556)는 당대 르네상스 양식으로 궁전의 건축 양식을 수정하는 한편 겨울 궁전을 허물어버렸다. 펠리페 5세(1700–1746)는 주위 전각과 내부 방을 이탈리아 식으로 바꾸는 한편 무어 인의 양식을 거부한 것이 아니라 좀 더 완성도를 가미하였다.
수세기 동안 스페인의 지배 하에서 이슬람의 영향은 상당 부분 손상되었다. 1812년 프랑스의 세바스티앙 백작이 건물에 딸린 몇 개의 탑들을 철거하여 버렸다. 1821년 지진으로 더 많은 피해를 입기도 하였다. 복구는 1828년부터 이뤄져 1830년도부터 본격적으로 추진되었다. 페르난도 7세가 추진했던 이 계획은 이후 후대에 이르러서도 계속적으로 추진되었다.

## 배경
무어인 출신의 시인들은 궁전을 "에메랄드 속의 진주"라고 표현하였다. 건물의 반짝이는 광채와 고급스러운 배경 때문이었다. 여름에는 꽃과 잔디가 자라나며 대개 장미와 오렌지 나무 등 자민족이 좋아하는 작물을 많이 심었다. 그러나 1812년 웰링턴 공작이 영국산 느릅나무를 비롯한 다수의 종을 들여오게 되었다. 공원 주위에는 유럽산 지빠귓새인 나이팅게일이 노래하며 분수대가 많이 있다.
오랜 기간 동안 별다른 관심없이 많은 피해를 받았음에도 알람브라 궁전은 무어 예술의 극치를 가장 잘 표현하는 곳으로 남아 있다. 대부분의 건물은 폐쇄적인 건축을 지양하여 작은 전각도 중앙을 향해 드러나도록 하고 있다. 외부는 언덕의 굴곡을 없애어 평평하게 하도록 하였고 대신 내부에는 웅장함을 가미하기 위해 고도 차이를 이용하였다. 내부에는 대리석 기둥과 아치 형의 건물이 나타나기도 한다. 투명하게 드러나는 천정도 볼거리이다. 따라서 햇빛과 바람이 자유롭게 통하고 전체 공간을 밝고 우아하게 한다. 파란, 빨강, 금빛 노란색이 잘 어우러져 있어 시간과 빛의 노출 정도에 따라 달라진다.

## 알람브라 궁전이 끼친 영향

### 드라마
- 알함브라 궁전의 추억에 나온다.

### 문학
- 에세이 모음집 "알람브라의 이야기" : 워싱턴 어빙(Washington Irving) 지음. 궁전에 대한 이야기와 구전으로 전해오는 이야기를 한데 엮은 모음집이다. 어빙은 책을 지으면서 이곳에서 살았다고 한다.
- 《무어인의 마지막 한숨 The Moor's Last Sigh》(1995) : 살만 루시디(Salman Rushdie) 지음

### 음악
궁전은 수많은 음악 작곡에도 영향을 끼쳤다. 프란시스코 타레가의 기타곡인 알함브라 궁전의 추억(스페인어: Recuerdos de la Alhambra 레쿠에르도스 데 라 알람브라[*])는 아주 유명한 곡이다. 클로드 드뷔시가 작곡한 라 푸에르타 델 비노(La Puerta del Vino)도 유명한 곡이다. 우리말로는 와인의 문이라는 뜻이다.
궁전은 집시 노래에서도 자주 등장하는 곳으로 민속 음악이나 보통 음악 소재로도 자주 등장한다. 2006년 9월 캐나다의 가수이자 작곡자인 로리나 맥케니트가 궁전에서 라이브 공연을 가졌다.

## 같이 보기
- 무어인
- 그라나다도
- 세계유산
- 알함브라 궁전의 추억
- 알함브라 궁전의 추억 (드라마)